# Литовка, Николай Александрович
Никола́й Алекса́ндрович Лито́вка (укр. Микола Олександрович Литовка), по вьетнамскому паспорту Динь Хоанг Ла (вьет. Đinh Hoàng La; род. 28 октября 1979, Киев) — украинский футболист, вратарь.

## Биография

### Клубная карьера
Начал заниматься футболом в 9 лет в ДЮФШ «Восход» (Киев). Первый тренер — Валерий Владимирович Сучков. В 14 лет перешёл в ДЮФШ «Дружба» (Киев), с 15 лет до 16 лет играл в ДЮФШ «Динамо» Киев, в 16-17 лет снова выступал в ДЮФШ «Дружба». В детстве был невысокого роста, это была одна из самых главных причин ухода из «Динамо», в 16 лет у Литовки начался физиологический рост. За год он вырос на 12 сантиметров.
В 1997 году попал в команду «Аверс» (Бахмач) из любительского чемпионата Украины. После выступал за белоцерковскую «Рось». В 1998 году попал в киевский ЦСКА, за ЦСКА-2 провёл три матча. Вместе с командой дошёл до финала Кубка Украины 1997/98. В 2000 году перешёл в клуб «Винница». В команде закрепиться не удалось и после он выступал на правах аренды за хмельницкое «Подолье» молдавский «Нистру» и украинские «Авангард» (Ровеньки) и «Электрометаллург-НЗФ».
В 2003 году перешёл в мелитопольский «Олком». После играл за «Княжу», а вскоре попал во вьетнамский клуб «Канг Сайгон», куда его направил Виктор Ищенко. За новую команду так и не сыграл ни одного матча в первом круге, поэтому его отдали в аренду в клуб 1-й лиги «Тханьхоа». За два сезона помог новой команде выйти в элитный дивизион.
В 2007 году стал автором уникального рекорда во вьетнамском футболе, отстояв 10 матчей всухую.
В 2008 году перешёл в «Ниньбинь», в котором год спустя стал чемпионам 1-й лиги. Вместе с ним в команде играл другой украинец Юрий Клименко.

### Карьера в сборных
С 2003 года по 2004 год выступал за сборную Украины по пляжному футболу. В 2004 стал бронзовым призёром чемпионата Европы.
В 31 мая 2009 года сыграл за национальную сборную Вьетнама в победном матче против Кувейта (1:0). Также 14 мая провел игру за сборную против греческого клуба «Олимпиакос» (1:0). Но вскоре Федерация футбола Вьетнама приняла решение о недопуске иностранных граждан, принявших вьетнамское гражданство, в сборную.

## Достижения
- Финалист Кубка Украины (1): 1997/98
- Победитель Первого дивизиона Вьетнама (1): 2009
- Серебряный призёр Первого дивизиона Вьетнама (1): 2006
- Бронзовый призёр пляжного чемпионата Европы (1): 2004

## Личная жизнь
В разводе, есть ребёнок.